# Christopher Östlund
Christopher Östlund, född 9 oktober 1966 i Uppsala, är en svensk entreprenör, grundare och ägare av ett flertal tidskrifter i Sverige och utomlands.
Christopher Östlund är son till skulptören Staffan Östlund och Kärsti, född Cederblad; han är vidare brorson till Britt Mogård och båtkonstruktören Ruben Östlund.
Östlund har studerat ekonomi vid Uppsala universitet och Stockholms universitet. Han började sin karriär i mediebranschen då kommersiell tv startade i slutet av 1980-talet. Han startade tidningen Plaza Magazine 1994. Han påbörjade sin internationella tidningsutgivning 2002, med det första svenska magasin som lanserats utomlands.

## Tidskrifter
- Plaza Magazine (1994)
- Plaza Interiör (1995)
- Plaza Kvinna (1994)
- Hem Ljuva Hem (1999)
- Hem Ljuva Hem Trädgård (2001)
- Vimmel (2002)
- Plaza Magazine International UK-Europe (2002). Ges ut i över 45 länder.
- Plaza Magazine International US-edition (2002). Ges ut i över 45 länder.
- Plaza Magazine Deutschland (2004). Ges ut i Tyskland.
- Ditt Nya Paradis (2005)
- Stora Husguiden (2005)
- Plaza Kök & Bad (2005)
- Tove Älskade Hem (2005)
- Plaza Koti (2006) Inredningstidning på finska som utkommer varje månad.
- Oma Koti Kullan Kallis (2006)
- Plaza Watch (2006) Tidning som utkommer 3 gånger per år, på engelska
- Plaza Arabic (2006)
- Plaza Arabic in English (2009)
- Plaza Deco (2010)
- Sverige Runt (2011)
- Plaza Uomo (2012)
- Plaza Watch Sverige (2012)
- Plaza Uomo UK/Europe (2012)
- Plaza Uomo USA (2013)

## Övriga företag
Christopher Östlund är också grundare av flera andra medieföretag, bland andra Station 5 AB, Tv7 AB, Lotsatorgruppen i Sverige AB och Plaza Publishing Group AB. Därutöver är han ägare till tidningen Gourmet, i bolaget FWT. Hans bolag är även en av de största ägarna i musikbolaget Heartbeats och minoritetsägare ägare i Bovision.